# Taricha torosa
Espèce
Synonymes
- Triton torosa Rathke, 1833
- Triton ermani Wiegmann in Erman, 1835
- Salamandra beecheyi Gray, 1839
- Pleurodeles californiae Gray, 1850
- Taricha laevis Baird & Girard, 1853
- Amblystoma rubrum Reid, 1895
- Taricha torosa klauberi Wolterstorff, 1935

Statut de conservation UICN

 LC  : Préoccupation mineure
Taricha torosa  ou triton de Californie est une espèce d'urodèles de la famille des Salamandridae. 

## Répartition
Cette espèce est endémique de Californie aux États-Unis. Elle se rencontre dans les chaînes côtières californiennes.

## Description

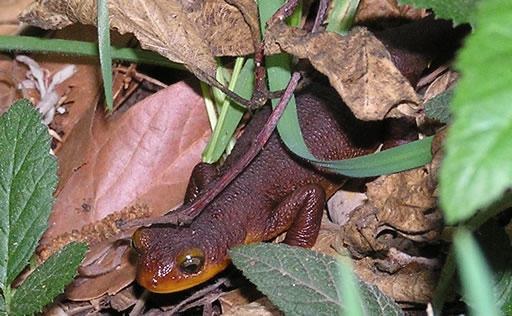
Taricha torosa

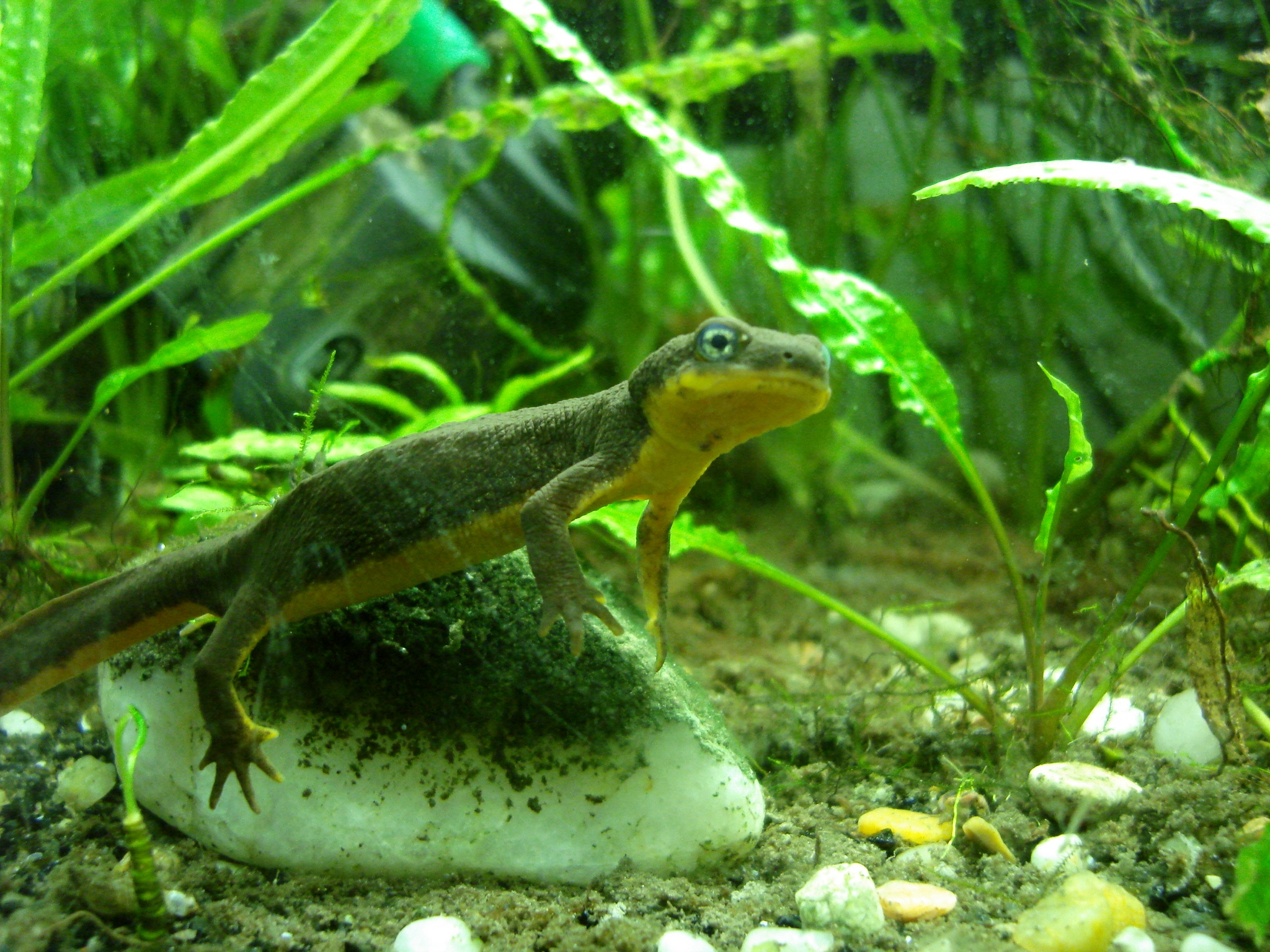
Taricha torosa

Sa peau secrète de la tétrodotoxine et son principal prédateur est la Couleuvre rayée.

## Publication originale
- Rathke, 1833 : Triton torosus. Zoologischer Atlas, enthaltend Abbildungen und Beschreibungen neuer Thierarten, während des Flottcapitains von Kotzebue zweiter Reise um die Welt, auf Russisch-Kaiserlich Kriegsschupp Predpriaetië in den Jahren 1823-1826, Berlin, p. 12-14 (texte intégral).